# 諸王增四
金牛座132，又名BD+24 970，HD 38751、SAO 77592、HR 2002，是金牛座的一颗恒星，视星等为4.86，位于銀經184.13，銀緯-1.61，其B1900.0坐标为赤經5h 42m 52.7s，赤緯+24° -1.61′ 2″。